# Romeo and Juliet: Sealed with a Kiss
Vous lisez un « bon article » labellisé en 2013.
Pour les articles homonymes, voir Roméo et Juliette (homonymie).
Pour plus de détails, voir Fiche technique et Distribution.
Romeo and Juliet: Sealed with a Kiss (Romeo et Juliette: Unis par un Baiser) est un film d'animation américain réalisé par Phil Nibbelink, sorti en octobre 2005, directement en vidéo, puis en octobre 2006, à Los Angeles aux États-Unis, dans le cadre d'une sortie limitée. C'est la quatrième et dernière production des studios Phil Nibbelink Productions, créés par Phil Nibbelink et sa femme Margit Friesacher. La distribution du film a été assurée par Indican Pictures.
Ce film est une adaptation de la célèbre pièce de théâtre Roméo et Juliette de William Shakespeare où les personnages sont représentés par des otaries ou d'autres animaux. L'action se déroule sur une île où Roméo, fils du chef des Montaigu, et Juliette, fille du chef des Capulet, tombent amoureux l'un de l'autre. Mais leur amour réciproque est menacé par la rivalité entre leurs familles ainsi que par le Prince, un éléphant de mer, qui souhaite se marier avec Juliette.
Produit sur une période de quatre ans et demi, le film est animé par une seule personne, Phil Nibbelink. Le casting des voix est par ailleurs composé d'amis et de membres de la famille du réalisateur. Le film reçoit un accueil majoritairement négatif de la part des critiques, l'adaptation de la pièce de Shakespeare étant mal acceptée. Malgré ces critiques, le long métrage remporte deux prix lors d'une édition du Best-in-the-SouthWest Film Festival, un festival de cinéma basé au Nouveau-Mexique.

## Synopsis

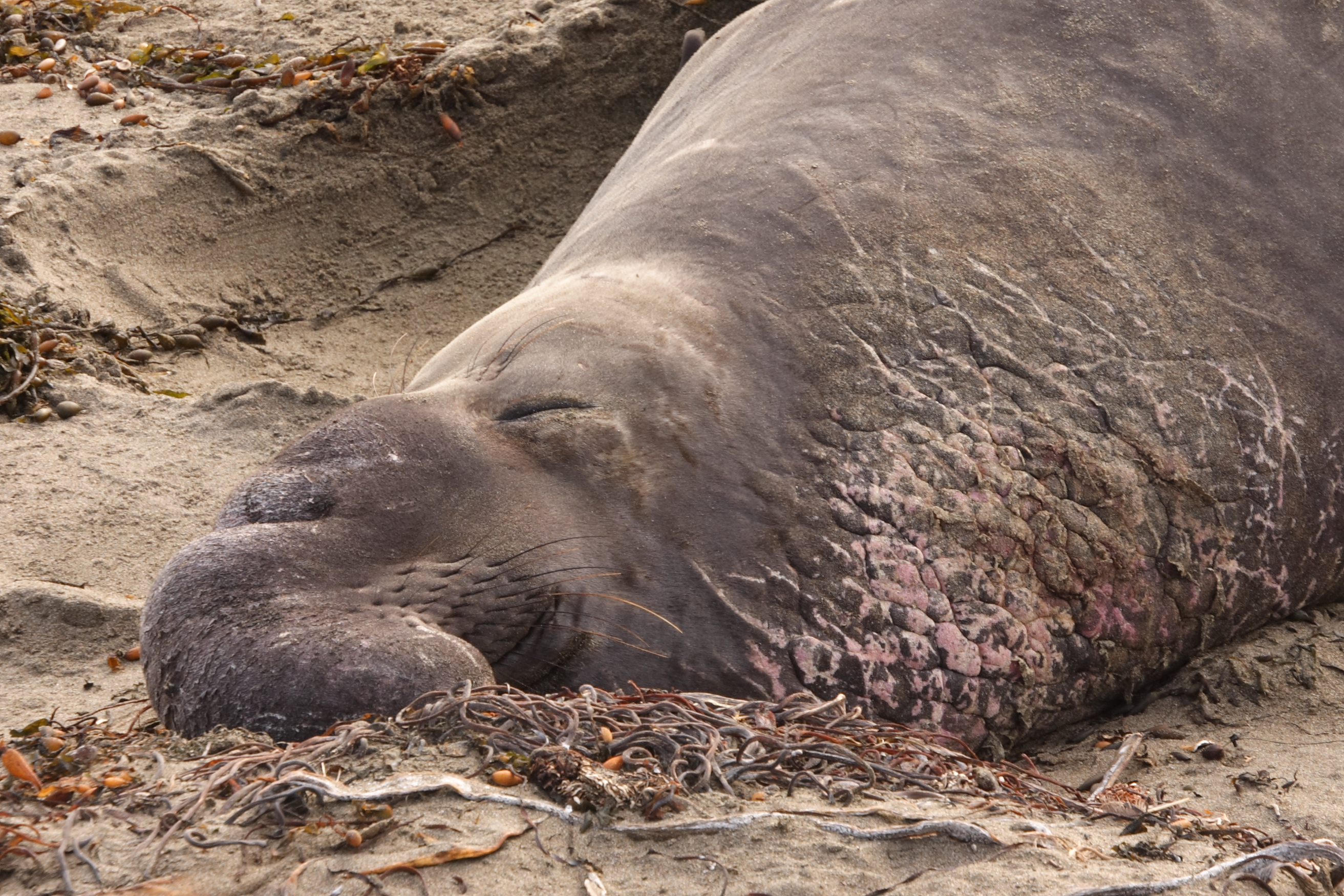
Le Prince, représenté par un éléphant de mer, désire se marier avec Juliette.

Sur une île, deux groupes d'otaries se font face et sont en perpétuelle guerre. D'un côté, les Capulet (représentés par des lions de mer de Steller) et de l'autre, les Montagu (représentés par des otaries de Californie). Après le début d'un nouvel affrontement, le Prince, un éléphant de mer régnant sur l'île, ordonne l'arrêt des combats. Celui-ci prévient que tout fauteur de trouble sera exilé sur l'île du requin.
Roméo est un jeune phoque, fils du meneur des Montagu. N'arrivant pas à trouver l'amour, il se referme sur lui, au grand dam de son père. Accompagné par ses amis Mercutio et Benvolio, eux aussi des Montagu, il se rend à la fête des Capulet, qui a lieu sur une épave de bateau. Pour ne pas se faire repérer, ils se déguisent en Capulet, en se roulant dans le sable. Le Prince arrive à cette réception et tombe amoureux de Juliette, la fille du chef des Capulet, et désire se marier avec elle. Roméo rencontre à son tour Juliette et c'est le coup de foudre. Néanmoins, cela n'est pas du tout accepté par le Prince. Les trois Montagu, dont la véritable identité est découverte, parviennent à s'échapper du bateau. Un peu plus tard, les deux jeunes otaries se revoient et s'avouent leurs sentiments respectifs. Ils se promettent de se marier le lendemain matin, pour empêcher le projet de mariage entre Juliette et le Prince. Le lendemain, Roméo réussit à convaincre Frère Laurent, sous les traits d'une loutre de mer, de célébrer leur union. Celui-ci arrive à la conclusion que ce mariage peut réconcilier les deux camps rivaux. Le jeune couple fête son mariage en traversant l'océan, mais de nombreux animaux sont choqués par ce couple et les rejettent.

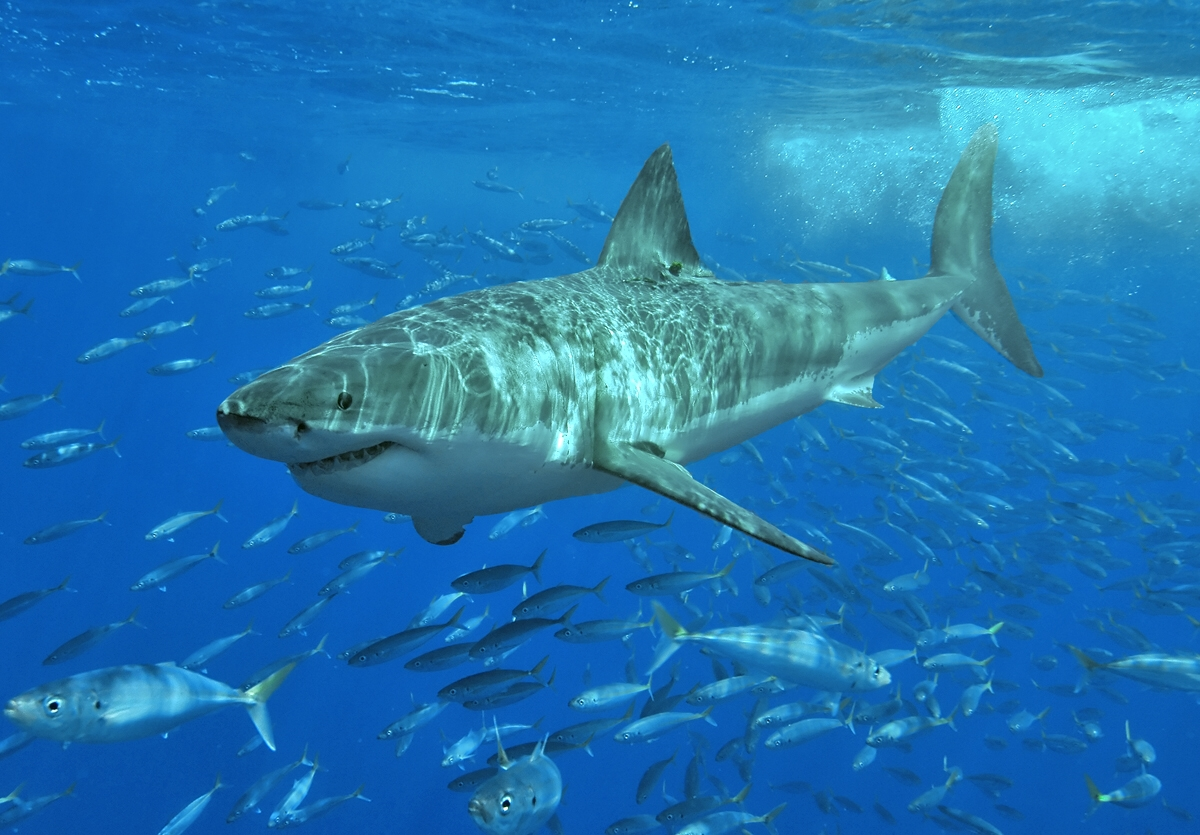
Après avoir constaté que la majorité des créatures de l'océan ne cautionne pas son union avec Juliette, Roméo est exilé sur l'île du requin.

Les deux amoureux rencontrent un poisson, Kissy, qui accepte leur union. Celui-ci les met toutefois en garde contre le Prince si ce dernier venait à les découvrir. Sur l'île, Mercutio commence à se moquer des Capulet et du Prince. Le Prince, entendant cela, prend en chasse le meilleur ami de Roméo. Cela se conclut par la chute, du sommet d'une falaise, de Mercutio qui disparaît, englouti par les flots. Roméo, dans un excès de colère, attaque alors le Prince, et les deux personnages tombent à leur tour de la falaise, sans conséquence. Néanmoins, le Prince décide d'exiler Roméo sur l'île du requin et prépare son mariage avec Juliette. Attristée, Juliette se rend à la caverne de Frère Laurent. La loutre élabore alors un plan pour mettre les deux familles face à leurs responsabilités. Il fait boire à Juliette une potion la mettant dans un état proche de la mort. Mercutio, qui est finalement vivant, est aperçu non loin de la grotte de Frère Laurent, se lamentant sur la tournure des évènements.
Frère Laurent se présente au mariage, tenant Juliette dans ses bras et affirmant qu'elle est morte. Benvolio, effrayé, décide d'aller prévenir Roméo. Frère Laurent tente d'empêcher Benvolio en partant dans la même direction mais il se fait attaquer par un requin. Il est sauvé par Kissy et ses amis. Benvolio avertit Roméo, qui revient sur l'île. Voyant Juliette, toujours dans son état mortuaire, il l'embrasse mais il absorbe lui aussi le poison et se retrouve dans le même état que Juliette. Frère Laurent déclare que cette situation est la conséquence de la haine entre les deux familles et qu'ils sont les seuls responsables. C'est alors que les deux amoureux se réveillent. Quant au Prince, il rencontre une congénère et tombe sous son charme. Le film se conclut par les Montagu et les Capulet fêtant le mariage de Roméo et Juliette.

## Fiche technique

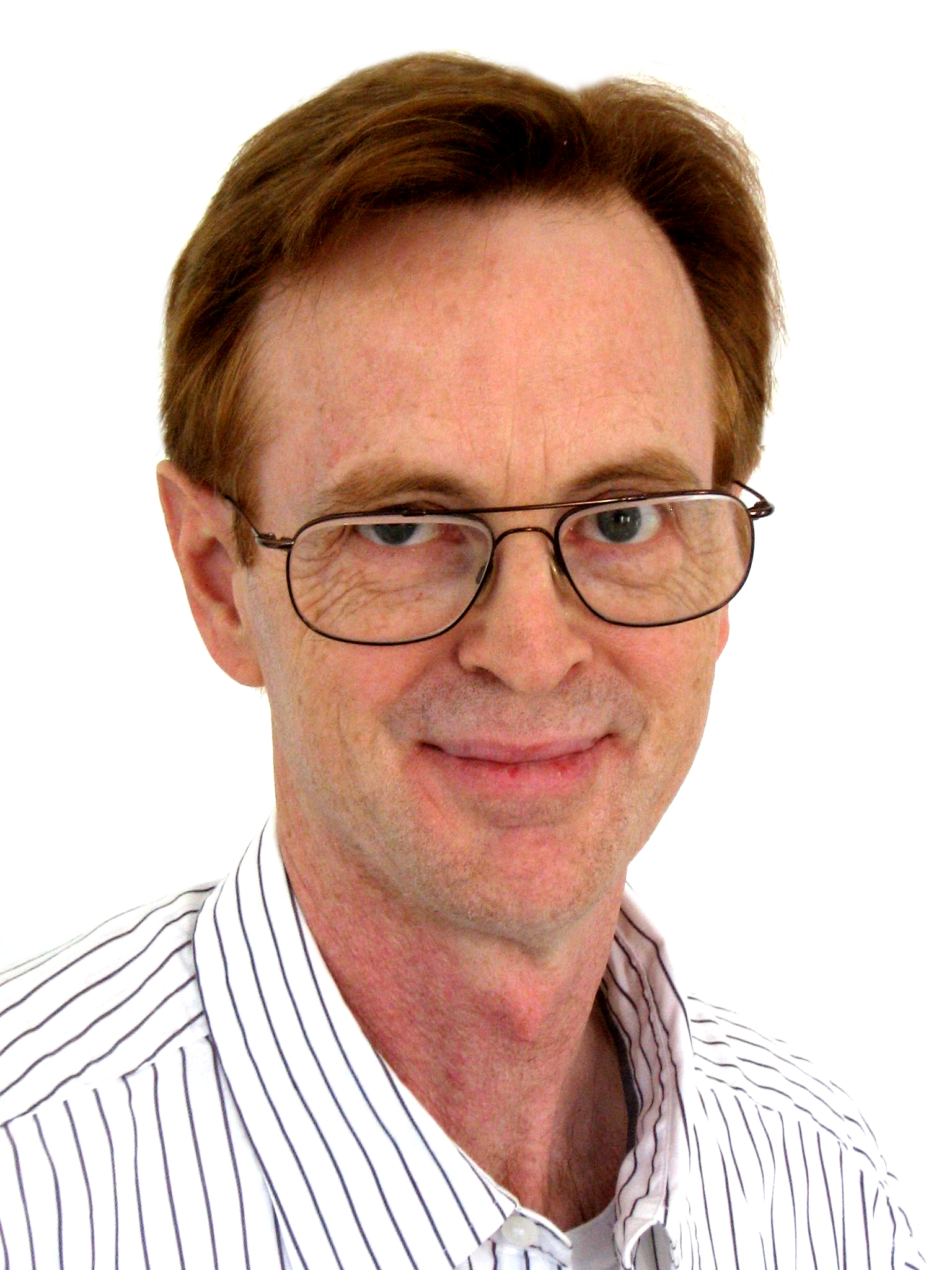
Phil Nibbelink réalise son cinquième long métrage, son troisième individuellement.

- Titre original : Romeo and Juliet: Sealed with a Kiss (littéralement « Romeo et Juliette : scellés par un baiser », avec un jeu de mots sur le mot seal qui signifie également « phoque »)
- Réalisation : Phil Nibbelink
- Scénario : Phil Nibbelink, d'après la pièce de théâtre Roméo et Juliette de William Shakespeare
- Musique : Dick DeBenedictis, Tommy Carter, Stephen Bashaw, Jack Waldenmaier, Steven Wenger, Bill Holloman, Curtis S.D. MacDonald, Christopher Page et Kirk Cirillo
- Production :
  - Producteurs : Phil Nibbelink et Margit Friesacher
  - Représentant des producteurs : Mark Litwak
- Animation : Phil Nibbelink
- Société de production : Phil Nibbelink Productions
- Société de distribution : Indican Pictures
- Pays d'origine :  États-Unis
- Langue originale : Anglais
- Durée : 73 minutes
- Format : Couleurs - 35 mm - 1,85:1
- Sortie cinéma :
  -  Espagne : 23 juin 2006 (sortie limitée)
  -  États-Unis : 27 octobre 2006 (sortie limitée)
- Sortie DVD :
  -  États-Unis (première sortie) : 17 octobre 2005 (distributeur : Abbey)
  -  États-Unis (seconde sortie) : 12 juin 2007 (distributeur : Indican Pictures)

Sauf mention contraire, les informations de cette section proviennent de l'Internet Movie Database, Big Cartoon Database et Amazon.fr,. 

## Distribution
- Daniel Trippett : Roméo
- Patricia Trippett : Juliette
- Chip Albers : Mercutio
- Michael Toland : le père de Juliette, Frère Laurent (Friar Lawrence dans la version originale), le narrateur
- Steve Goldberg : le père de Roméo
- Phil Nibbelink : le Prince
- Chanelle Nibbelink : Kissy
- Sam Gold : Benvolio

Sauf mention contraire, les informations de cette section proviennent de l'Internet Movie Database, Big Cartoon Database et behindthevoiceactors.com. 

## Production

### Genèse
Phil Nibbelink est un animateur américain qui fait ses études au California Institute of the Arts, institut fondé par Walt Disney. Au sein de cet établissement, il prend part au Disney Animation Program et intègre les studios de Walt Disney Pictures en 1978, où il effectue ses premiers travaux comme animateur sur le film Rox et Rouky,. Nibbelink travaille pour Disney pendant dix ans comme animateur, sur les films Taram et le Chaudron magique, Basil, détective privé, où il commence à se servir des ordinateurs, et Qui veut la peau de Roger Rabbit,.
Après cela, il décide de rejoindre la société Amblimation, basée à Londres, où il coréalise ses premiers longs métrages, Fievel au Far West et Les Quatre Dinosaures et le Cirque magique. Phil Nibbelink travaille ensuite pour Universal Cartoon Studios où il essaye de relancer la production de Cats, un projet qu'il avait commencé à développer chez Amblimation. Néanmoins, l'arrivée d'un nouveau directoire change les plans du studio qui abandonne le projet. Nibbelink quitte Universal peu de temps après. En 1998, Phil Nibbelink décide de fonder sa propre société de production indépendante avec sa femme, Margit Friesacher, pour tenter de réaliser seul le film Cats, sur lequel il a déjà travaillé pendant six ans,. Nibbelink est fatigué de l'industrie du dessin animé et décide de produire ses propres films d'animation. Il teste d'abord ses capacités avec le court métrage Boogie Woogie Whale’ Sing Along puis se sent capable de réaliser seul des longs métrages d'animation. Nibbelink produit alors deux longs métrages qui sortent directement en vidéo : Le Chat botté en 1999 et Leif Ericson: The Boy Who Discovered America en 2000.

### Scénario et développement du projet
En 2000, Nibbelink décide de produire un nouveau film, destiné au cinéma, achetant une caméra d'animation reliée à un moniteur d'ordinateur, pour pouvoir tirer le film sur un format 35 mm. Nibbelink se dit alors que faire un film avec des personnages ne possédant pas « de lunettes, boutons, fourrures, cheveux, vêtements, chaussures, lacets » lui facilitera la tâche et sera un gain de temps,.
| |  |  |
| Roméo et les Montagues sont représentés sous les traits d'otaries de Californie (à gauche) alors que Juliette et les Capulets sont définis comme des otaries de Steller ou lion de mer de Steller (à droite). |  |  |

Il se lance alors dans l'adaptation de la pièce de théâtre Roméo et Juliette, étant un grand amateur de Shakespeare, pour un jeune public. Nibbelink se base sur la compréhension de ces enfants. Pour lui, l'auteur est « trop complexe et déroutant » pour permettre aux enfants de suivre. De plus, il souhaite que ce soit un film pour toute la famille, et ne souhaite pas que l'histoire se termine sur la mort des deux personnages principaux. Admirateur des otaries de Californie, Nibbelink décide de remplacer les personnages par des otaries et d'autres mammifères marins. Il pense que « si Bugs Bunny pouvait faire de l'opéra, les phoques pouvaient faire du Shakespeare ». Au moment où Nibbelink commence ses premiers dessins, il est aussi en train de terminer son film Leif Ericson: The Boy Who Discovered America.
La conception et la production du film nécessitent trois à quatre années et demi de travail de la part de Phil Nibbelink, qui a installé un véritable studio dans le sous-sol de sa maison. Le film est conçu à partir de 112 000 dessins par ordinateur, Nibbelink dessinant, en moyenne, cent dessins par jour. Pour cela, il réalise ses dessins sur des tablettes Wacom, transférant directement sur le logiciel Flash 4, en combinant avec le logiciel Moho, aujourd'hui appelé Anime Studio. Au départ, il transfère ces dessins en Flash 5 mais il rencontre des problèmes de compatibilité et revient sur la version précédente d'Adobe Flash,. Par la suite, le montage final nécessite six mois et la publicité auprès des distributeurs demande une année supplémentaire,,. Du fait d'un faible budget, évalué à environ deux millions de dollars, l'animateur ne se permet aucune erreur. Il avait une idée claire et précise du scénario ainsi que de sa réalisation. Durant la production, seulement une scène est supprimée,,.
En 2004, Nibbelink loue des salles de cinéma et des théâtres pour projeter son film et invite des sociétés de distribution, comme, le 17 novembre 2004, où une projection du film a lieu, au Sony Pictures Studios. Il réalise l'affiche du film et fait de la publicité de la manière d'un homme-sandwich devant les cinémas ou autres lieux de diffusion. Lors de la toute première projection, où seulement quelques personnalités sont invitées, les membres du service de sécurité des Sony Pictures Studios égarent la liste des invités et c'est devant une salle presque vide que se joue la projection privée. Malgré cela, un représentant d'Indican Pictures, présent lors de cette première, décide d'acquérir les droits de distribution pour le territoire américain. En novembre 2004, Mark Litwak annonce qu'aucune date n'est pour l'instant prévu pour la sortie du film,.

### Casting

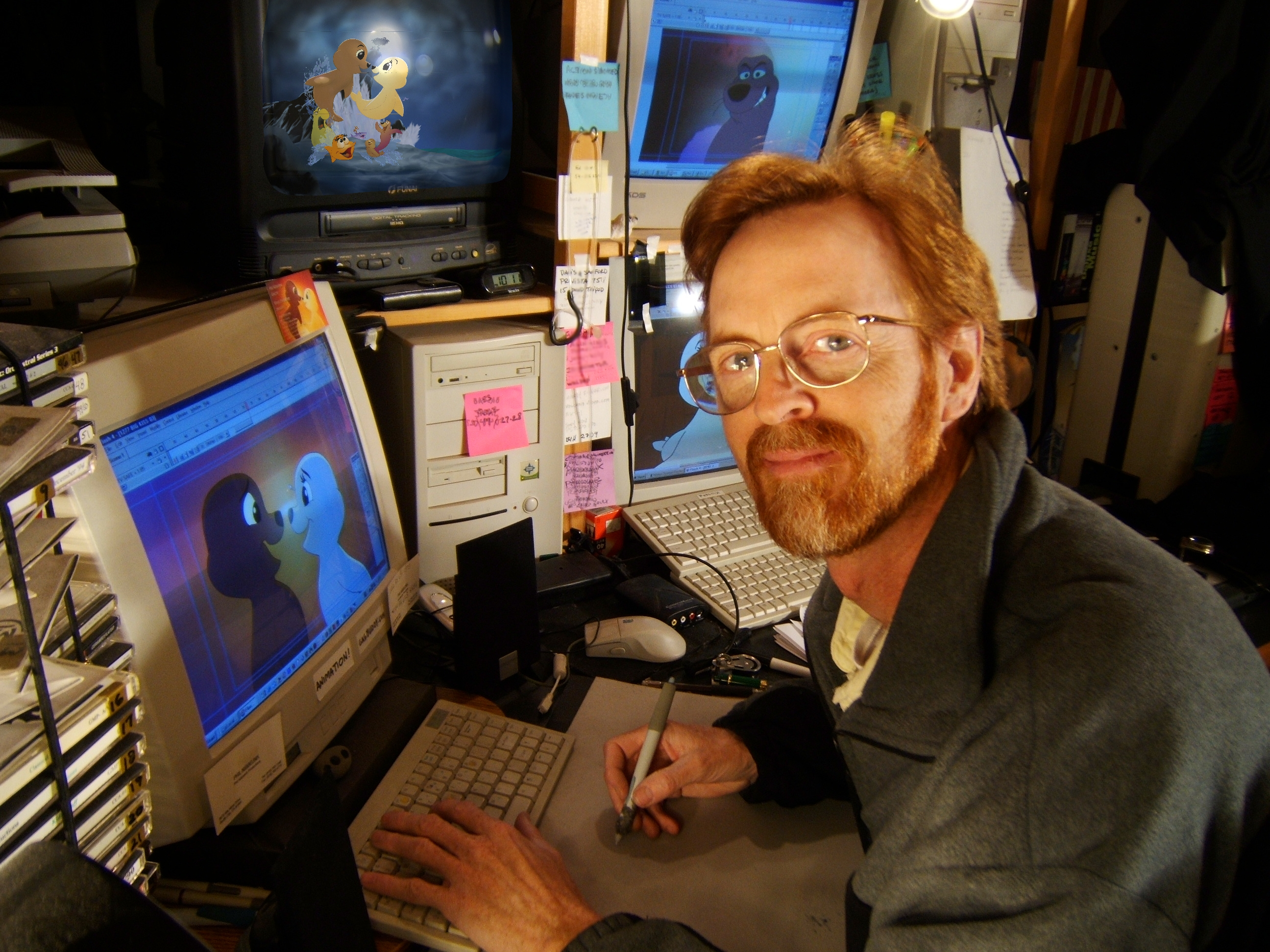
Phil Nibbelink, travaillant sur le film. Nibbelink prête sa voix au personnage du Prince et fait appel à quelques membres de sa famille pour le doublage.

L'ensemble des voix composant le casting est réalisé par des amis et membres de la famille de Phil Nibbelink. D'abord, celui-ci rappelle deux doubleurs ayant prêté leur voix sur sa précédente production Leif Ericson: The Boy Who Discovered America, Daniel Trippett et Chip Albers. Nibbelink offre à Trippett le premier rôle de sa carrière, celui de Leif Ericson. Il joue par la suite un rôle de figurant dans un épisode de la série télévisée Las Vegas, en 2004, ainsi qu'un second rôle dans le petit film Siren, en 2006. Quant à Albers, il officie surtout dans des seconds rôles, notamment dans la série télévisée La Force du destin (All My Children). Lui aussi participe au doublage d'un personnage dans le film de Nibbelink, Leif Ericson: The Boy Who Discovered America.
Le rôle de Juliette est interprété par la femme du comédien Daniel Trippett, Patricia Trippett. Le comédien Michael Toland double trois personnages dans ce long métrage, à savoir Capulet le père de Juliette, Frère Laurent ainsi que le narrateur. Celui-ci a tenu des rôles dans divers séries télévisées, interprétant le personnage de Dave Black dans One World, pendant quatre ans, ou encore le rôle éphémère de Kevin Andrews dans Les Feux de l'amour en 1997. Steve Goldberg prête sa voix au père de Roméo, Montagu. C'est le seul rôle que Goldberg interprète dans sa carrière, plus habitué à travailler dans le milieu du jeu vidéo, comme ingénieur du son ou scénariste. Sam Gold, doublant Benvolio, joue un de ses premiers rôles. Après ce film, il prête sa voix à plusieurs personnages de la série Les Monsieur Madame et double un petit rôle dans le long métrage Igor.
Le casting est complété par le réalisateur Phil Nibbelink qui décide de donner sa voix au principal antagoniste du film, le Prince. La plus jeune fille de Phil, Chanelle Nibbelink, est introduite dans le rôle de Kissy le poisson. La petite fille commence le doublage du long métrage alors qu'elle n'a que trois ans et continue de doubler ce personnage au fur et à mesure de l'avancée des travaux de son père. Le doublage du film s'effectue dans le studio de Nibbelink. Lors du doublage, l'acteur Chip Albers se permet d'improviser son personnage de Mercutio sur certaines répliques. L'acteur, lorsqu'il revient chez Nibbelink pour doubler son rôle, apporte de nouvelles idées pour son personnage. Pour les répliques de Kissy le poisson, Nibbelink s'inspire aussi des idées de sa fille Channelle.

### Musique
Le film ne possède pas de compositeur officiel. Nibbelink a utilisé des mélodies ou extraits de mélodies qui sont libres de droits. Le long métrage possède également trois chansons. Phil Nibbelink a écrit et composé une chanson intitulée Bite My Tail qui est interprétée par Michael Toland, pour son personnage de Frère Laurent. La chanson Singing Starfish est pour sa part interprétée par Jennifer, Russell et Gigi Nibbelink. Enfin, la dernière chanson est une reprise d'un couplet de la berceuse Ah ! vous dirai-je, maman (Twinkle Twinkle Little Star en version originale), interprétée par Chanelle et arrangée par Elva Nibbelink.

## Accueil

### Sortie

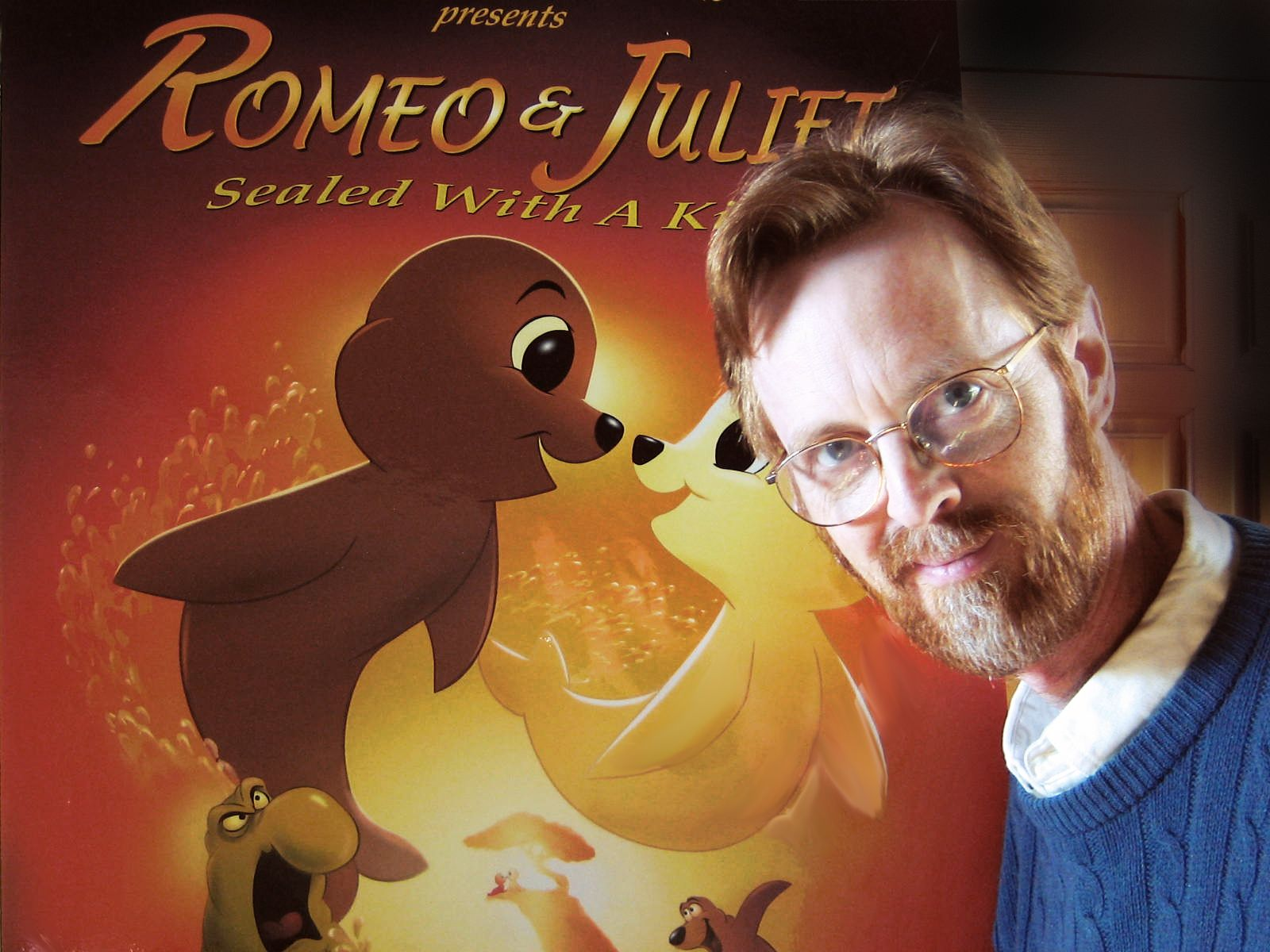
Nibbelink, posant avec la première version de l'affiche, qu'il dessine.

Le distributeur Marvista Entertainment obtient les droits de distribution du film à l'étranger. Le film sort, le 23 juin 2006, dans trente-deux salles de projection en Espagne, notamment des cinémas ABC de Madrid et de Séville,,. Le titre du film devient Fofita, una foquita la mar de salada. La distribution dans le pays est assurée par Eurocine Films. Aux États-Unis, le film est diffusé dans vingt-six cinémas, grâce à la distribution d'Indican Pictures lors de sa sortie officielle. Pour la première semaine de diffusion, le film se classe 43e du box-office américain avec 109 720 dollars de recette. Le film occupe aussi la sixième place du classement des nouveautés de la semaine. Le cinquième long-métrage de Phil Nibbelink reste cinq semaines à l'affiche de quelques salles avant de s'arrêter. Le film remporte, à ce moment, 174 299 dollars.
Néanmoins, le 6 avril 2007, le film bénéficie d'une seconde sortie, qui démarre dans trois salles de cinéma. Les semaines suivantes, le nombre de salles diffusant Romeo and Juliet: Sealed with a Kiss augmente pour atteindre vingt-sept cinémas le 27 avril 2007. Pour cette deuxième sortie, le film n'arrive pas à aller plus haut que la 54e place du box-office. En tout, le film est diffusé pendant dix-sept semaines et rapporte 463 002 dollars de recette. Pour la société de distribution Indican Pictures, c'est son meilleur résultat de l'année 2006. L'adaptation de Roméo et Juliette se classe en troisième position des films les plus rentables de l'histoire de la compagnie, derrière les deux documentaires The Wonder of It All et The Girl Next Door.

### Accueil critiques
Le long métrage est mal reçu par la majorité des critiques cinématographiques. Le site Rotten Tomatoes affiche le score de 20 % de critiques favorables sur la base de cinq critiques recueillies par le site. Dave White, du site movies.com, assiste à une projection du film le jour de sa sortie. White inflige une note cinglante de 0⁄5. Celui-ci critique l'animation, qu'il juge de « mauvaise qualité » en comparaison au film The Wild, qu'il juge, aussi, mauvais au niveau animation. Il critique également certains dialogues du film jugés de « vaguement shakespearien », ironisant sur le fait que « les enfants aiment les pronoms anglais du XVIe siècle ». Luke Y. Thompson du LA Weekly n'est pas convaincu par cette production, avouant que « c'est un mélange étrange qui devrait trouver son public [dans ceux qui aiment regarder] les créations d'Hanna Barbera des années 1970 ». Son confrère du Los Angeles Times, Sam Adams, est du même avis, définissant le film d'animation comme « une véritable tragédie, mais pas dans le sens shakespearien. La liste complète de ce qui ne va pas avec Romeo and Juliet: Sealed With a Kiss s'étendrait plus loin que les œuvres intégrales de William S[hakespeare] »,. Enfin, Renee Schonfeld, de commonsensemedia.org, salue le travail de Phil Nibbelink qui est « significatif de l'amour d'un homme [pour ce genre de film] ». Mais, elle n'apprécie pas un humour qu'elle juge « fatigué » ou une musique « inférieure à la moyenne ». Elle affirme aussi que le scénario du film peut s'avérer incompréhensible pour le jeune public.
La meilleure note comptabilisée par Rotten Tomatoes est celle de Pam Grady, du site internet Reel.com qui attribue une note de 2.5⁄4. Néanmoins, pour la critique, « étonnement, ce n'est pas terrible » malgré la technique « à l'ancienne » du réalisateur. Enfin, Ben Simon, du site animatedviews.com fait une critique très positive du film, sous son format DVD, en donnant un 8⁄10 au film et un 7⁄10 à l'ensemble du support. Simon défend le film en disant que c'est « un petit film charmant » qui « reste fidèle au texte de Shakespeare ». En revanche, il critique une mauvaise adaptation du film au support DVD, qui provoque quelques dérèglements, notamment de la bande-originale et des doublages. Certaines critiques, comme FIlmFather, félicitent la détermination de Nibbelink de vouloir faire un film d'animation « classé G » ou tous public dans une période où ce genre de film est rare. Il donne une note de 2.5⁄5 et situe la qualité du film « entre un dessin animé du samedi matin et un film Disney ».

### Distinctions
Grâce à un de ses amis, Phil Nibbelink parvient à présenter son film lors d'une édition du Best-in-the-SouthWest’ film festival, situé dans le Nouveau-Mexique. Lors de ce festival, Romeo and Juliet: Sealed with a Kiss remporte deux prix. Le long métrage remporte la première place dans la catégorie Animation ainsi que la première place dans la catégorie Best in Show,. Peu de temps après, Nibbelink rajoute la mention « film primé » sur l'affiche du film.
| Cérémonie ou festival                | Catégorie                                  | Personnalité nommée | Résultat |
| ------------------------------------ | ------------------------------------------ | ------------------- | -------- |
| Best-in-the-SouthWest’ film festival | Première place dans la catégorie Animation | Phil Nibbelink      | Lauréat  |
| Best-in-the-SouthWest’ film festival | Best in Show                               | Phil Nibbelink      | Lauréat  |